# Huaning
Huaning léase Juá-Ning (en chino:华宁县, pinyin:Huáníng xiàn) es un condado bajo la administración directa de la ciudad-prefectura de Yuxi. Se ubica al este de la provincia de Yunnan, sur de la República Popular China. Su área es de 1313 km² y su población total para 2010 fue +200 mil habitantes.

## Administración
El condado Huaning se divide en 5 pueblos que se administran en 1 subdistrito, 3 poblados y 1 villa. 